# Liberecký jírovec
Liberecký jírovec, též zvaný Jírovec stěhovavý, je více než 158 let let starý památný strom, v městské části Perštýn blízko Krajského úřadu Libereckého kraje. Do obecného povědomí se dostal především v souvislosti s přesazením roku 2007 z důvodu výstavby obchodního centra Fórum. Tehdy byl chráněný jako registrovaný významný krajinný prvek. Dne 5. března 2014 byla registrace zrušena a s platností k tomuto datu byl vyhlášen památným stromem ze zákona.

## Základní údaje
- název: Liberecký jírovec, Jírovec Blažkova[1], Jírovec stěhovavý[2]
- výška: 20 m (1995)[3], 16,5 m (2014)[2]
- obvod: 310 cm, 327 cm[1], 360 cm (2014)[2]
- průměr kmene: 113 cm (1995)[3]
- věk: 130 let, 150 let (2009)[1], 158 let (aktuálně)
- původní poloha: 50°45'56.5"N, 15°3'22.4"E
- aktuální poloha: 50°45'52.9"N, 15°3'15.0"E

Strom rostl ve dvoře objektu KORD Liberec, který od roku 1867 sloužil jako vojenská a později policejní kasárna. Tomuto datu odpovídá i výsadba stromu. Roku 1995 byl objekt odstraněn, jírovec se stal dominantou otevřeného prostoru uprostřed parkoviště, čímž zaujal tehdejší pracovníky odboru životního prostředí. Strom byl registrovaný jako významný krajinný prvek z důvodu svého stáří, vzrůstů, a hlavně proto, že šlo o solitérní strom uprostřed městské zástavby.

## Výstavba komplexu Fórum a možnosti řešení
Pozemek bývalých kasáren od města koupil investor s úmyslem výstavby obchodně společenského centra - Fórum Liberec. S chráněným stromem ale projekt nového komplexu nepočítal, a tak bylo nutné začít hledat řešení. Pro město bylo poražení stromu, jehož hodnota byla vyčíslena na částku přesahující 1,3 milionu Kč, neakceptovatelné. Magistrát ale vydal souhlasné stanovisko k přesazení stromu zhruba o 350 metrů směrem k budově správy CHKO Jizerské hory.
Náklady na přesazení byly vyčíslené na 7 miliónů korun, s jejichž úhradou investor souhlasil. Rovněž složil městu kauci ve výši ceny stromu (1,3 milionu Kč) pro případ, že by strom nepřežil. Poté začaly přípravy. Do čela akce byl vybrán Ing. Jaroslav Kolařík, Ph.D. ze společnosti Safe Trees, s.r.o., přípravné práce měla na starost firma Baobab - péče o zeleň, s.r.o., samotný přesun realizovala společnost APB Plzeň, a.s. a přípravu transportní konstrukce dostala k realizaci společnost Zakládání staveb, a. s.

## Přesazení
Přípravné práce začaly v roce 2006, kdy firma Baobab vytvořila kořenovou clonu kolem budoucího kořenového balu. Koruna byla upravena prosvětlovacím a symetrizačním řezem.
Přípravy na samotné přesazení započaly 20. února 2007. Původní návrh realizovat přesun po kolejích se ukázal jako nevhodný, a tak bylo rozhodnuto dopravit strom na nové stanoviště vzduchem – na jeřábu. Vyjmutí stromu začalo výkopem startovací jámy pro vytvoření manipulačního prostoru. Vytěžením obvodové rýhy a obedněním vznikl kořenový bal o rozměrech 8 × 8 × 2 metry. Manipulační prostor byl využit k podsunutí trubkové transportní konstrukce pod bal a následně strom podříznut. Následovala montáž nosníků na vyčnívající části trubkové konstrukce, ke kterým byl následně strom zafixován.
Protože trasu přesunu dělila komunikace a nebylo možné na nezbytně nutnou dobu přerušit provoz, byl přesun rozdělen na dvě fáze. V první došlo na přípravu dráhy z písku a panelů, montáž jednoho z největších jeřábů, který je v České republice k dispozici, a vyzvednutí 247 tun těžkého stromu s balem (uváděn je i údaj 320 tun). Ten byl následně pomocí jeřábu převezen až ke komunikaci, kde pracovníci zajistili kořenový bal geotextilií před vysycháním.
Během týdne došlo k demontáži jeřábu, jeho opětovnému sestavení na druhé straně komunikace a přípravě jámy o rozměrech 10 × 10 metrů v cílovém stanovišti. Dno vyplnilo lože z propustného materiálu, na které po odstranění konstrukce dosedl kořenový bal stromu, zbytek byl doplněn vhodnou zeminou.

## Následná péče
Po přesazení došlo k ukotvení stromu a instalaci automatického zavlažovacího zařízení, které mělo kompenzovat ztrátu asimilačních kořenů zodpovědných za přísun vody. Závěrem akce, dne 29. března 2007, provedli pracovníci opravný řez koruny a úpravu okolí. Následnou péči k adaptaci stromu na nové stanoviště měla na starost firma EKOFLORA LIBEREC s.r.o.
Stavební práce v těsné blízkosti stromu vedly k poškozování kotvícího systému. Aby ocelová lana nepoškozovala větve a nezarůstala, bylo rozhodnuto o jejich odstranění. Poškozeno bylo i automatické zavlažovací zařízení, jehož úlohu dočasně převzala hadice pro povrchovou závlahu. Na opravu došlo až na konci července 2008.
Adaptaci stromu narušovaly pokračující stavební práce (navážky, chemické znečištění ze stavebního náčiní, zhutňování okolní půdy), a tak bylo na základě posudku Ing. Jaroslava Kolaříka, Ph.D. rozšířeno ochranné pásmo stromu z původního rozsahu, který odpovídal obvodu kořenového balu, na průmět koruny rozšíření o 1,5 metru a oploceno.

## Kritika
Před, během i po akci se zvedlo několik vln kritiky z řad laické i odborné veřejnosti. Laiky zaujala především první fáze přesunu a její přípravy, během nichž se rozdělili na několik táborů: Někteří nevěřili, že strom bude možné vůbec přestěhovat, další kritizovali využití finančních prostředků jako neúčelné a pravděpodobně nejpočetnější skupina nevěřila, že strom může takový zásah přežít.
Podobný názor sdílela i řada odborníků, kteří se však lišili názorem na čas, po který strom po zásahu bude žít. Dále byly kritizovány konkrétní body jako:
- ústup investorovi (významný krajinný prvek byl vyhlášen s ohledem na původní stanoviště stromu)
- neekonomické využití prostředků (částka 7 milionů stačí k výsadbě 700 vzrostlých stromů)
- krátkodobé přípravy stromu k přesazení na poslední chvíli (půl roku namísto několika let)

Nakonec bylo kritizováno i srovnávání akce s přesazením 120 let starého dubu na Floridě, protože pro dub je s ohledem na délku jeho života tento věk mládí, zatímco pro jírovec relativně vysoké stáří.

## Vývoj stavu stromu
| „                                                 | Rozhodnout o tom, zda strom přesun na nové místo skutečně akceptoval a že došlo k jeho aklimatizaci na nové stanoviště, nebude možné dříve než v roce 2010. | “ |
| — oficiální posudek, Ing. Jaroslav Kolařík, Ph.D. | |   |

V prvních letech po přesunu byl jírovec olistěn a kvetl, ale výrazně vzrostla defoliace. Po čtyřech letech od přesunu se stromu stále dařilo, vytvořil sekundární korunu a bohatě obrážel, s čímž souvisely i lepší podmínky nového stanoviště. Přesto podle názorů některých odborníků není jisté, že dlouhodobě přežije.
Poškození kořenů a kmene vede k otevření ran, které mohou snadno infikovat dřevokazné houby. Řada z nich, například dřevomor kořenový, může být po řadu let latentní a vnější stav stromu nevykazuje jeho přítomnost. Nakonec houba rozloží dřevo a strom se zpravidla na úrovni kořenů vylomí.
V roce 2014 bylo přesazení vyhodnoceno jako úspěšné, strom stále prosperoval, kvetl, plodil a nebylo pozorovatelné zhoršení stavu oproti situaci před přesazením z původního stanoviště. Tento fakt, společně s výjimečnou historií stromu a jeho ekologickou a estetickou hodnotou, byl vyhodnocen jako důvod k vyhlášení stromu za památný s platností od 14. března 2014.

## Památné a významné stromy v okolí
- Buk ve Frýdlantské ulici
- Buk v Klostermannově
- Císařské duby
- Židovská lípa